# Jaki Louage
Jacques Michel Louis Maria (Jaki) Louage (Leopoldstad, 26 oktober 1955) is een Belgisch uitgever en voormalig redacteur.

## Levensloop
In augustus 1980 ging hij aan de slag als redacteur bij uitgeverij Publiboek, een functie die hij uitoefende tot november 1983. Hierop aansluitend was hij achtereenvolgens aan de slag bij uitgeverij De Keyser en Decom. In maart 1986 ging hij aan de slag op de reclameafdeling van de VUM.
In januari 1989 werd hij aangesteld als uitgever 'algemene boeken' bij de Standaard Uitgeverij, waar hij tevens lid werd van het uitvoerend bestuur. Hierop aansluitend werd hij in november 1993 werkzaam als manager van het redactie van Het Volk, een functie die vanaf januari 1997 werd uitgebreid met die van hoofdredacteur in opvolging van Lode Bostoen. Vanaf januari 1998 werd hij naast hoofdredacteur, tevens business manager en trad hij toe tot het uitvoerend bestuur van de VUM. 
In april 1999 werd hij vervolgens aangesteld als uitgever van Het Nieuwsblad/De Gentenaar en Het Volk binnen deze uitgeversgroep en werd hij als hoofdredacteur van Het Volk opgevolgd door Luc Demullier. In februari 2001 werd hij aangesteld tot directeur krantenmarkt bij deze krantengroep, in deze hoedanigheid was hij eindverantwoordelijkheid over het commerciële beleid, de logistiek en de strategische research voor de kranten De Standaard, Het Nieuwsblad/De Gentenaar en Het Volk.
In januari 2002 verliet hij de VUM en ging hij aan de slag bij Wolters Kluwer, waar hij werkzaam bleef tot december 2007. Vervolgens werd hij in februari 2008 CEO van het opstartende internet mediabedrijf Nieuws.be, een functie die hij uitoefende tot maart 2009. Van januari 2010 tot november 2013 was hij vervolgens COO van de uitgeverij Borgerhoff & Lamberigts. Daarnaast is hij sinds januari 2011 gedelegeerd bestuurder van uitgeverscentrum Agora.
- International Standard Name Identifier: 0000 0000 2338 2233
- Library of Congress Control Number: n81134166
- Nederlandse Thesaurus van Auteursnamen: 069321043
- Virtual International Authority File: 57946386
- WorldCat: E39PBJtcFVfp9y48bYyVpGmTpP